# Seattle Seahawks 1993
La stagione 1993 dei Seattle Seahawks è stata la 18ª della franchigia nella National Football League.

## Scelte nel Draft NFL 1993
| Giro/Scelta | Giocatore       | Ruolo           | College             |
| ----------- | --------------- | --------------- | ------------------- |
| 1/2         | Rick Mirer      | Quarterback     | Notre Dame          |
| 2/30        | Carlton Gray    | Cornerback      | UCLA                |
| 4/85        | Dean Wells      | Linebacker      | Kentucky            |
| 5/114       | Terrence Warren | Wide receiver   | Hampton             |
| 7/170       | Michael McCrary | Defensive end   | Wake Forest         |
| 8/197       | Jeff Blackshear | Offensive guard | Northeast Louisiana |
| 8/204       | Antonio Edwards | Defensive End   | Valdosta State      |

## Staff
Fonte:

## Calendario
| Turno | Data               | Avversario             | Risultato          | Stadio                        | Record             | Pubblico           |                    |                    |                    |
| 1     | 5/9/1993           | @ San Diego Chargers   | S 12-18            | Jack Murphy Stadium           | 0-1                | 58.039             |                    |                    |                    |
| 2     | 12/9/1993          | Los Angeles Raiders    | S 13-17            | Kingdome                      | 0-2                | 58.836             |                    |                    |                    |
| 3     | 19/9/1993          | @ New England Patriots | V 17-14            | Foxboro Stadium               | 1-2                | 50.392             |                    |                    |                    |
| 4     | 26/9/1993          | @ Cincinnati Bengals   | V 19-10            | Riverfront Stadium            | 2-2                | 46.880             |                    |                    |                    |
| 5     | 3/10/1993          | San Diego Chargers     | V 31-14            | Kingdome                      | 3-2                | 54.778             |                    |                    |                    |
| 6     | Settimana di pausa | Settimana di pausa     | Settimana di pausa | Settimana di pausa            | Settimana di pausa | Settimana di pausa | Settimana di pausa | Settimana di pausa | Settimana di pausa |
| 7     | 17/10/1993         | @ Detroit Lions        | S 10-30            | Pontiac Silverdome            | 3-3                | 60.801             |                    |                    |                    |
| 8     | 24/10/1993         | New England Patriots   | V 10-9             | Kingdome                      | 4-3                | 56.526             |                    |                    |                    |
| 9     | 31/10/1993         | @ Denver Broncos       | S 17-28            | Mile High Stadium             | 4-4                | 73.644             |                    |                    |                    |
| 10    | 7/11/1993          | @ Houston Oilers       | S 14-24            | Astrodome                     | 4-5                | 50.447             |                    |                    |                    |
| 11    | 14/11/1993         | Cleveland Browns       | V 22-5             | Kingdome                      | 5-5                | 54.622             |                    |                    |                    |
| 12    | Settimana di pausa | Settimana di pausa     | Settimana di pausa | Settimana di pausa            | Settimana di pausa | Settimana di pausa | Settimana di pausa | Settimana di pausa | Settimana di pausa |
| 13    | 28/11/1993         | Denver Broncos         | S 9-17             | Kingdome                      | 5-6                | 57.812             |                    |                    |                    |
| 14    | 5/12/1993          | Kansas City Chiefs     | S 16-31            | Kingdome                      | 5-7                | 58.551             |                    |                    |                    |
| 15    | 12//1993           | @ Los Angeles Raiders  | L 23-27            | Los Angeles Memorial Coliseum | 5-8                | 38.161             |                    |                    |                    |
| 16    | 19/12/1993         | Phoenix Cardinals      | S 27-30 OT         | Kingdome                      | 5-9                | 45.737             |                    |                    |                    |
| 17    | 26/12/1993         | Pittsburgh Steelers    | V 16-6             | Kingdome                      | 6-9                | 51.814             |                    |                    |                    |
| 18    | 2/1/1994           | @ Kansas City Chiefs   | S 24-34            | Arrowhead Stadium             | 6-10               | 72.136             |                    |                    |                    |

## Classifiche
| AFC West                | AFC West | AFC West | AFC West | AFC West | AFC West | AFC West | AFC West |
|                         | V        | S        | P        | PCT      | PF       | PS       | Str.     |
| ----------------------- | -------- | -------- | -------- | -------- | -------- | -------- | -------- |
| (3) Kansas City Chiefs  | 11       | 5        | 0        | .688     | 328      | 291      | V1       |
| (4) Los Angeles Raiders | 10       | 6        | 0        | .625     | 306      | 326      | V1       |
| (5) Denver Broncos      | 9        | 7        | 0        | .563     | 373      | 284      | S2       |
| San Diego Chargers      | 8        | 8        | 0        | .500     | 322      | 290      | V2       |
| Seattle Seahawks        | 6        | 10       | 0        | .375     | 280      | 314      | S1       |

## Leader della squadra
| Leader della squadra   |                  |       |
| Categoria              | Giocatore        | N.    |
| Yard passate           | Rick Mirer       | 2.833 |
| Touchdown passati      | Rick Mirer       | 12    |
| Yard corse             | Chris Warren     | 1.072 |
| Touchdown su corsa     | Chris Warren     | 7     |
| Ricezioni              | Brian Blades     | 80    |
| Yard ricevute          | Brian Blades     | 945   |
| Touchdown su ricezione | Kelvin Martin    | 5     |
| Sack                   | Michael Sinclair | 8,0   |
| Intercetti             | Eugene Robinson  | 9     |